# Municipalità di Līvāni
La municipalità di Līvāni (in lettone Līvānu novads) è una delle trentasei municipalità della Lettonia. È situata nella regione storica della Letgallia e costeggia il fiume Daugava. Il capoluogo è la città di Līvāni.

## Suddivisione
La municipalità comprende la città di Līvāni e 5 parrocchie (Jersika, Rožupe, Rudzāti, Sutri e Turku)